# Helen Cooper
Helen Cooper, geboren als Helen Louise Koch ('s-Gravenhage, 25 juli 1949) is toneelspeelster, theaterschrijfster en -regisseur. 
Haar vader Bas Koch (1916-1997) was een Nederlandse beroepsmilitair. Haar moeder Hilda Thomas (1920) kwam uit Wales. Ze studeerde een jaar aan de Universiteit Leiden, maar ging daarna naar de The Webber Douglas Academy of Dramatic Art in Londen. In 1972 trouwde ze met schrijver Jeremy Cooper (1946) van wie ze in 1983 scheidde. Uit haar tweede relatie met schrijver, theater- en filmregisseur Michael Bradwell werd in 1984 een dochter geboren die de naam Bradwell Koch draagt. Helen Koch woont in Engeland.

## Actrice
Helen Cooper begon als toneelspeelster. Daarbij vertolkte zij onder meer de volgende rollen:
Modern
- Still Crazy After All These Years, met regisseur Mike Bradwell
- Secret Gardens
- I've Been Running, met regisseur Terry Johnson
- Room, van Natasha Morgan

Klassiek
- Viola, in 'Twelfth Night', met regisseur David Conville
- Belvidera, in 'Venice Preserved', met regisseur Tim Albery
- Yeliena, in 'Uncle Vanya', met regisseur Tom Cairns
- Hermione, in 'A Winter's Tale', met regisseur Steven Pimlott
- Olivia, in 'Twelfth Night', met regisseur Steven Pimlott
- Celia, in 'As You Like It', 1989, met regisseur Tim Albery

## Schrijfster

### Toneel
- Mrs Gaugin, 1984, opgevoerd in het Almeida Theatre in Londen, Amsterdam, Hamburg en Gent, genomineerd voor de Susan Smith Blackburn Award
- Mrs Vershin, opgevoerd in Londen, Glasgow en Hamburg en uitgezonden op BBC Radio 3, genomineerd voor de Susan Smith Blackburn Award
- The House of Ruby Moon, première tijdens het London New Play Festival
- Three Women and a Piano Tuner, runner-up voor de Susan Smith Blackburn Award (2005)
- Ship Of Fools, voor de Royal Shakespeare Company (2013)

### Televisie
- Miss Julie, 1999

### Film
- Station, 1999, winnaar van de Cinerail de Bronze in Parijs, de beste British Short Film Award op het Kino Festival in Manchester en twee nominaties voor BAFTA (Schotland) in 2000

### Radio
- Mothers at the Gate
- Hedda Gabler, maart 2013
- A9 (over Maarten Knottenbelt)
- Mrs Vershinin

### Vertalingen
- Miss Julie, voor het Greenwich Theater
- Hedda Gabler, voor het Chichester Festival Theater
- Don Giovanni, voor de Scottish Opera

### Opera
- “La Boheme” in het Stuttgart Opera House, regisseur Tom Cairns
- “The Ring Cycle” voor de Reisopera, Enschede, regisseur Antony MacDonald
- “Lohengrin” voor The Welsh National Opera, co-regisseur met Antony MacDonald
- Libretto voor “Rhianon’s Song” voor Opera W11, London.
- Libretto voor “25 Brook Street”, in opdracht van Händel House ter ere van de 200ste geboortedag van Händel.
- Libretto voor "This Is The Picture", een ballet van de Aletta Collins Dance Company, choreografie door Aletta Collins.